# Anna Mackenroth
Anna Mackenroth (Danzig, 9 april 1861 - Meilen, 29 juli 1936) was een Pruisisch-Zwitserse juriste. In 1900 werd zij de eerste Zwitserse advocate.

## Biografie

### Afkomst en opleiding
Anna Mackenroth groeide op in Danzig, in Pruisen, waar ze onderwijzeres was. Ze was vanaf 1888 na Emilie Kempin-Spyri een van de eerste vrouwen die rechten studeerde aan de Universiteit van Zürich, waar ze in 1894 een doctoraat behaalde met de titel Zur Geschichte der Handels- und Gewerbefrau. Vanaf 1895 zou Mackenroth vervolgens lesgeven aan de Meisjeshogeschool van Zürich.

### Eerste Zwitserse advocate
In 1900 werd Mackenroth de eerste Zwitserse vrouw die advocate werd. Eerder had ook Emilie Kempin-Spyri geprobeerd om advocate te worden, maar dit was haar nog omwille van haar geslacht geweigerd.
Als juridisch experte was ze betrokken bij de opstelling van het Zwitsers Burgerlijk Wetboek. In het bijzonder werkte zij mee aan de artikelen over de scheiding van goederen in het huwelijkvermogensrecht. Kempin-Spyri zou later kritiek uiten op dit wetboek, daar het te nadelig was bevonden voor vrouwen. 

### Feministe
Vanaf 1893 was zij actief in progressieve vrouwenorganisaties in Zürich. Zo was ze lid van het directiecomité van de Vereins für Frauenbildungsreform en leidde ze het rechtsbijstandskantoor van de Rechtsschutzvereins, een vereniging ten voordele van de bescherming van vrouwenrechten. Vanaf 1896 was ze vicevoorzitster van de Union für Frauenbestrebungen.
Mackenroth schreef verscheidene boeken over het feminisme. Ze overleed in 1936 in armoede in een psychiatrisch ziekenhuis.